# 蘇葵
蘇葵（1450年—1509年），字伯誠，號虚齋，廣東廣州府順德縣人，軍籍，明朝政治人物。

## 生平
成化十三年（1477年）丁酉科廣東鄉試第四十一名舉人，成化二十三年（1487年）丁未科進士。选庶吉士，弘治五年（1492年）七月授编修。九年四月出任江西提学僉事，增修白鹿洞書院。因忤镇守太监董让，被诬奏，后事情昭雪复职，因奏乞放归田里或更调他方，十三年十一月改四川提学佥事。十五年九月升本司副使，仍提调学校，正德元年（1506年）十一月升福建布政司右參政，四年五月迁福建右布政使，卒于官，年六十。

## 著作
有《吹剑集》十二卷行世。
- 《喜召用遗贤白沙陈献章》

曾过江门拜此翁，何人风致可渠同。
文章山斗唐韩愈，理数图书洛邵雍。
忘世昔曾疑荷蒉，济时今始兆飞熊。
千年廊庙求遗栋，才到卢冈百尺松。

## 家族
曾祖蘇圓祿；祖父蘇鶚舉；父蘇子戇，母周氏。